# Don Peterman
Donald William Peterman, detto Don (Los Angeles, 3 gennaio 1932 – Palos Verdes Estates, 5 febbraio 2011), è stato un direttore della fotografia statunitense.

## Biografia
Ha ottenuto due candidature all'Oscar alla migliore fotografia, nel 1984 per Flashdance di Adrian Lyne e nel 1987 per Rotta verso la Terra di Leonard Nimoy.

## Filmografia
- Kolchak: The Night Stalker – serie TV, episodio 1x01 (1974)
- Quando chiama uno sconosciuto (When a Stranger Calls). regia di Fred Walton (1979)
- Ricche e famose (Rich and Famous), regia di George Cukor (1981)
- L'ospedale più pazzo del mondo (Young Doctors in Love), regia di Garry Marshall (1982)
- C'è... un fantasma tra noi due (Kiss Me Goodbye), regia di Robert Mulligan (1982)
- Flashdance, regia di Adrian Lyne (1983)
- Splash - Una sirena a Manhattan (Splash), regia di Ron Howard (1984)
- La miglior difesa è... la fuga (Best Defense), regia di Willard Huyck (1985)
- Cocoon - L'energia dell'universo (Cocoon), regia di Ron Howard (1985)
- Il vincitore (American Flyers), regia di John Badham (1985)
- Gung Ho, regia di Ron Howard (1986)
- Rotta verso la Terra (Star Trek IV: The Voyage Home), regia di Leonard Nimoy (1986)
- Un biglietto in due (Planes, Trains and Automobiles), regia di John Hughes (1987)
- Un amore rinnovato (She's Having a Baby), regia di John Hughes (1988)
- Giù le mani da mia figlia! (She's Out of Control), regia di Stan Dragoti (1989)
- Point Break - Punto di rottura (Point Break), regia di Kathryn Bigelow (1991)
- Mr. sabato sera (Mr. Saturday Night), regia di Billy Crystal (1992)
- La famiglia Addams 2 (Addams Family Values), regia di Barry Sonnenfeld (1992)
- Ciao Julia, sono Kevin (Speechless), regia di Ron Underwood (1994)
- Get Shorty, regia di Barry Sonnenfeld (1995)
- Men in Black, regia di Barry Sonnenfeld (1997)
- Il grande Joe (Mighty Joe Young), regia di Ron Underwood (1998)
- Il Grinch (Dr. Seuss' How the Grinch Stole Christmas), regia di Ron Howard (2000)